# Datura kymatocarpa
Datura kymatocarpa är en potatisväxtart som beskrevs av Arthur Barclay. Datura kymatocarpa ingår i släktet spikklubbor, och familjen potatisväxter. Inga underarter finns listade i Catalogue of Life.